# أليكساندرو يونوت بوبيسكو
أليكساندرو يونوت بوبيسكو (بالرومانية: Alexandru Ionuț Popescu)‏ هو لاعب كرة قدم روماني في مركز الهجوم، ولد في 6 يناير 1998 في Voineasa, Vâlcea ‏ في رومانيا. لعب مع نادي يونيفيرسيتاتيا كرايوفا.

## وصلات خارجية
- أليكساندرو يونوت بوبيسكو على موقع قاعدة بيانات كرة القدم.إي يو (الإنجليزية)
- أليكساندرو يونوت بوبيسكو على موقع Soccerway.com (الإنجليزية)